# Чуликса
Чуликса — деревня в России, расположена в Касимовском районе Рязанской области. Входит в состав Гусевского городского поселения.

## Географическое положение
Деревня Чуликса расположена примерно в 22 км к северу от центра города Касимова на реке Сынтулка. Ближайшие населённые пункты — деревня Чаур к западу и деревня Пахомово к югу.

## История
Село Чуликса впервые упоминается в писцовых книгах в начале XVII века в составе Унженской волости. В селе была церковь святого Дмитрия Солунского.
В XIX веке Чуликса носила название Уварова по фамилии землевладельца.
В 1904 году деревня Чуликса входила в состав Лавсинской волости Меленковского уезда Владимирской губернии и имела 63 двора при численности населения 399 чел.
С образованием в 1936 г. Бельковского района деревня вошла в его состав.
В 2010 г. деревня сильно пострадала от лесных пожаров. Значительную помощь погорельцам из Чуликсы оказал Олег Газманов.

## Население
| 1859 | 1905 | 2010 | 2023 |
| ---- | ---- | ---- | ---- |
| 235  | ↗399 | ↘23  | ↘14  |

## Транспорт и связь
С деревней имеется сообщение только по грунтовым дорогам.
Деревню Чуликса обслуживает сельское отделение почтовой связи Чаур (индекс 391327).